# Katherine Sophia Kane
Pour les articles homonymes, voir Kane.
Lady Katherine Sophia Kane (11 mars 1811-25 février 1886) est une botaniste irlandaise. Elle est surtout connue pour son livre sur les plantes à fleurs irlandaises The Irish Flora (1833). 

## Biographie
Katherine Sophia Baily est née le 11 mars 1811, fille unique d'Henry et Bridget Baily (née O'Kelly). Son père est originaire de Berkshire en Angleterre. Il déménage à Limerick pour son travail de distillateur. Son oncle est l'astronome et vice-président de la Royal Society, Francis Baily. Après la mort de ses deux parents à un jeune âge, Katherine est élevée par son oncle Matthias O'Kelly de Rochestown House, Killiney dans le comté de Dublin. Matthias s'intéresse à l'histoire naturelle et l'un de ses fils, Joseph O'Kelly, est devenu géologue. 
Katherine épouse Robert Kane en 1838. On pense qu'elle le rencontre après qu'une épreuve de The Irish Flora lui soit envoyé par erreur. Lorsque son mari est élu président du nouveau Queen's College Cork, Lady Kane refuse de s'y installer, préférant rester à Dublin et s'occuper de sa collection de plantes exotiques. 
Les Kanes ont sept enfants survivants, dont Robert Romney Kane et Henry Coey Kane. Elle meurt le 25 février 1886 à Dublin. 

## Travaux botaniques
L'œuvre botanique linnéenne de 1833 The Irish Flora, publiée de façon anonyme, lui est attribuée,,. Katherine a 22 ans au moment de sa première publication et bien qu'il ne s'agisse pas d'un ouvrage de grande envergure, il est l'un des premiers du genre et est salué pour son exactitude. Le livre devient le texte de botanique recommandé au Trinity College de Dublin, car il contient le premier enregistrement de nombreuses plantes. On pense que John White, des jardins botaniques irlandais, a aidé à la compilation du travail et que c'est le Dr Walter Wade qui l'a encouragée dans ce travail.
En 1836, Katherine, alors âgée de 25 ans, devient la première femme à être élue membre de la Botanical Society of Edinburgh, et son herbier est installé à l'University College Cork. Elle s'intéresse à la culture des arbres, écrivant sur le sujet pour l'Irish Farmer's and Gardener's Magazine.         